# Zgadnij, kto przyjdzie na obiad
Zgadnij, kto przyjdzie na obiad (ang. Guess Who’s Coming to Dinner) – amerykański komediodramat z 1967 roku w reżyserii Stanleya Kramera. Główne role zagrali długoletni partnerzy życiowi i ekranowi Spencer Tracy i Katharine Hepburn − był to dziewiąty i zarazem ostatni ich wspólny film, a zdjęcia zakończyły się kilkanaście dni przed śmiercią Tracy’ego.
Hepburn nigdy nie zobaczyła filmu do końca, ze względu na bolesne wspomnienia o Tracym. Film nagrodzony Oscarem za najlepszą rolę pierwszoplanową Katharine Hepburn i najlepszy scenariusz autorstwa Williama Rose’a.
Film zawiera (rzadką wtedy) pozytywną prezentację kontrowersyjnego tematu międzyrasowego małżeństwa, które historycznie było nielegalne w większości stanów amerykańskich, w tym 17 stanów południowych do 12 czerwca 1967, sześć miesięcy zanim film wyszedł w kinach, 2 tygodnie po nagraniu przez Tracy’ego ostatniej sceny (i dwa dni po jego śmierci).

## Opis fabuły
San Francisco, lata 60. XX w. Joanna, córka wydawcy Matta i jego żony Christiny, wraca do domu ze studiów, aby przedstawić rodzicom swojego narzeczonego − 37-letniego lekarza Johna. Cenionym i zamożnym doktorem okazuje się czarnoskóry mężczyzna, czego rodzice już nie wiedzieli. Państwo Draytonowie, którzy wydawali się ludźmi o liberalnych poglądach, nie chcą zaakceptować przyszłego męża córki. Podobnie zareagowali rodzice Johna, państwo Prentice. Jednak, po długich rozmowach między wszystkimi, którzy mieli coś do powiedzenia w tej sprawie, udało się dojść do porozumienia. Obie rodziny muszą stawić czoła nietolerancji i przezwyciężyć dzielące ich różnice, aby młodzi mogli żyć szczęśliwie.

## Obsada
- Spencer Tracy – Matt Drayton
- Katharine Hepburn – Christina Drayton
- Katharine Houghton – Joanna „Joey” Drayton
- Sidney Poitier – Doktor John Prentice
- Cecil Kellaway – Monsignor Ryan
- Beah Richards – Pani Prentice
- Roy Glenn – Pan Prentice
- Virginia Christine – Hilary St.George
- Isabel Sanford – Tillie Binks

## Nagrody i nominacje
- Oscar

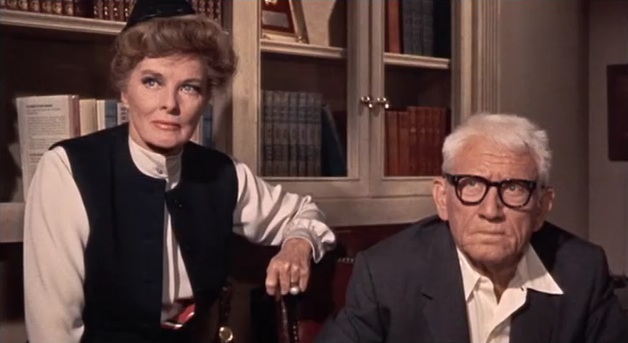
Hepburn i Tracy jako Christina i Matt Draytonowie

  - najlepsza aktorka pierwszoplanowa − Katharine Hepburn
  - najlepszy scenariusz oryginalny − William Rose
  - nominacja: najlepszy film − Stanley Kramer
  - nominacja: najlepszy aktor pierwszoplanowy − Spencer Tracy
  - nominacja: najlepszy aktor drugoplanowy − Cecil Kellaway
  - nominacja: najlepsza aktorka drugoplanowa − Beah Richards
  - nominacja: najlepsza muzyka − Frank De Vol
  - nominacja: najlepszy reżyser − Stanley Kramer
  - nominacja: najlepszy montaż − Robert C. Jones
  - nominacja: najlepsza scenografia − Robert Clatworthy i Frank Tuttle
- Złoty Glob
  - nominacja: najlepszy film dramatyczny
  - nominacja: najlepszy aktor w filmie dramatycznym − Spencer Tracy
  - nominacja: najlepsza aktorka w filmie dramatycznym − Katharine Hepburn
  - nominacja: najlepszy reżyser − Stanley Kramer
  - nominacja: najlepszy scenariusz − William Rose
  - nominacja: najlepsza aktorka drugoplanowa − Beah Richards
  - nominacja: najbardziej obiecująca aktorka − Katharine Houghton
- BAFTA
  - najlepsza aktorka − Katharine Hepburn
  - najlepszy aktor − Spencer Tracy
  - Nagroda UN − Stanley Kramer
- David di Donatello
  - najlepszy film zagraniczny − Stanley Kramer
  - Najlepszy aktor zagraniczny – Spencer Tracy
  - Najlepsza aktorka zagraniczna – Katharine Hepburn